# Leucauge popayanensis
Leucauge popayanensis là một loài nhện trong họ Tetragnathidae.
Loài này thuộc chi Leucauge. Leucauge popayanensis được Embrik Strand miêu tả năm 1908.